# Полный поворот кругом (радиоспектакль)
«Полный поворот кругом» — радиоспектакль по одноимённой новелле Уильяма Фолкнера в переводе Бориса Изакова и Елены Голышевой, записанный в 1964 году в главной редакции литературно-драматического вещания Всесоюзного радио. Единственный радиоспектакль, поставленный Андреем Тарковским. Главные роли исполняют Александр Лазарев и Никита Михалков.

## Сюжет
Действие происходит во время первой мировой войны. При весьма странных обстоятельствах знакомятся американский лётчик Богарт и английский моряк Хоуп. Каждому из них любопытно, чем занимается товарищ по оружию. И вот Хоуп совершает боевой вылет на аэроплане Богарта, а тот в свою очередь уходит в море на его катере…

## Над спектаклем работали
- Автор постановки и режиссёр: Андрей Тарковский
- Композитор: Вячеслав Овчинников
- Звукорежиссёр: Алексей Рымаренко
- Оперно-симфонический оркестр Всесоюзного радио, дирижёр Вячеслав Овчинников

## Действующие лица и исполнители
- Богарт, американский лётчик — Александр Лазарев
- Клод Хоуп, офицер английского флота — Никита Михалков
- Мак Джиннис, американский лётчик, штурман — Лев Дуров
- Ронни, офицер английского флота — Николай Прокофьев
- Вестовой — Валентин Печников
- Джерри — Игорь Охлупин
- Приказчик — Пётр Аржанов
- Жан Пьер, мальчик — Андрей Терёхин
- Матрос — Михаил Кокшенов
- В эпизодах и массовых сценах заняты артисты московских театров

## История создания
Поставить на радио новеллу Фолкнера «Полный поворот кругом» Андрея Тарковского пригласил его друг Александр Мишарин. Тарковский решил сам написать сценарий, взяв за образец «слуховые пьесы» (нем. Hörspiel, Funkspiel), популярные в конце 1920-х годов на берлинском и московском радио. Он знакомился с радиопьесами Бишофа, Цукера, Кесснера, кроме того начале 1930-х годов специально для радио писал пьесы отец Андрея Арсений Тарковский («Повесть о сфагнуме» и «Стекло»).
Радиоспектакль создавался больше двух месяцев. Тщательно подбиралась партитура: музыкальная, шумовая, актёрская. Около месяца Тарковский работал с актёрами, роль Богарта начинал репетировать с Владимиром Высоцким, но из-за конфликта заменил его на Александра Лазарева. Тарковский не захотел использовать шумовые эффекты из фонотеки Московского радио, и взяв тяжёлую аппаратуру, поехал в Юрмалу записывать шум моря и крики чаек.
Специально для спектакля была написана музыка, Тарковский пригласил Вячеслава Овчинникова — композитора «Иванова детства», «Андрея Рублёва», «Войны и мира» и др. Для записи музыки Овчинникову понадобился целый симфонический оркестр. Радиоспектакль записывали в Доме звукозаписи (6-я студия) на ул. Качалова. На четырёх микрофонах одновременно записывались живая музыка, шумовые эффекты, голоса актёров.
Сдачу спектакля собралась слушать вся литературная редакция (80 человек), музыкальная редакция, детская редакция (в том числе Николай Литвинов, Роза Иоффе). Все приняли постановку восторженно, её утвердил главный редактор К. С. Кузаков.
Но в последний момент радиоспектакль сняли с эфира. Для того чтобы заплатить гонорар авторам, 14 апреля 1965 года спектакль разрешили передать в программе «IVБ» для жителей Средней Азии и Зауралья. Через год по настоянию режиссёра постановку повторили ещё раз, после чего руководство Всесоюзного радио отправило плёнку в архив с пометкой «Строго огранич. использ.». В 1975 году трансляцию приурочили в визиту английского премьер-министра Гарольда Вильсона.
И только через 22 года «Полный поворот кругом» вышел на относительно широкую аудиторию, в 1987 году спектакль передавали без предварительного анонсирования и последующих повторов. Сама звукозапись сохранилась только чудом, вероятно потому, что регулярно менявшиеся руководители вещания и фонотеки или ничего не знали об этой передаче, или считали её давно размагниченной.
Это был единственный опыт работы Тарковского на радио, хотя он планировал поставить «Повести Белкина», «Бориса Годунова».

## Отсылки
В своей книге Дмитрий Салынский проводит аналогии радиопостановки с киноработами Андрея Тарковского:
В радиоспектакле по рассказу Уильяма Фолкнера Тарковский развивает ситуацию «Иванова детства», только спроецированную на первую мировую войну во Франции. Литературные первоисточники схожи: в рассказе Владимира Богомолова наш офицер вспоминает об Иване точно так же, как у Фолкнера молодой американский офицер-лётчик Богарт рассказывает о своей встрече с английским моряком, восемнадцатилетним лейтенантом Хоупом — «ребёнком около шести футов роста». Этот юноша «похожий на девушку», вечно пьяный хулиган, спит в канаве во французском портовом городке и терпит насмешки от пижонов-лётчиков, но они не знают, что каждую ночь на рассвете он вместе с другим таким же молодым и ещё более нелепым морячком на своём катере торпедирует немецкие суда. Для них это как игра. Немецкие корабли на их языке это «бобры» — как зёрнышки, изображающие немецкие пушки в шифрованных заметках Ивана. Сближаться с кораблями приходится почти вплотную, совершая при этом немыслимые виражи. «Полный поворот кругом» — это и манёвр катера, и метафора жизненной ситуации, куда ввергнуты ребята. Позиции их по отношению к миру такие же, как у Ивана — полная и абсолютная внутренняя независимость. То же самое неподчинение, дерзость, автономность от мира. И сумасшедший героизм человека, понимающего — даже если он и неспособен это разумно высказать — что вся надежда только на него одного и что вне его и кроме него ничего больше нет. В конечном итоге отсюда вырастает «Жертвоприношение».Д. Салынский

## Трансляции
- 1965 — Всесоюзное радио: программа «IVБ» для жителей Средней Азии и Зауралья
- 1966 — Всесоюзное радио: по УКВ
- 1975 — Всесоюзное радио
- 1987 — Всесоюзное радио
- 2005 — Радио «Культура»: передача «Театр FM» с Мариной Багдасарян[7]

## Издания
- 2000 — Мастер Тэйп[8]: В серии «Сокровища мировой литературы». Аудиокассета. Сторона А: У. Фолкнер «Полный поворот кругом», сторона Б: С. Лем «Звёздные дневники Ийона Тихого»